# Museo diocesano (Spoleto)
Il Museo diocesano di Spoleto ha sede all'interno del Palazzo Arcivescovile (già monastero benedettino e, prima ancora, sede dei duchi longobardi), nell'ala denominata "Appartamento del Cardinale".
All'interno delle sale, ornate da porte cinquecentesche e da soffitti decorati in gran parte nel XVIII secolo, sono esposte opere pittoriche di epoche comprese tra il XIII e il XVIII secolo di artisti come il Maestro della Madonna Straus, Filippino Lippi, Domenico Beccafumi, Giovanni Andrea De Magistris (Annunciazione, 1543, proveniente da Montevigi di Sellano), Bernardino Gagliardi (Circoncisione, collocabile tra terzo e quarto decennio del Seicento e di provenienza non identificata) e Sebastiano Conca.
Notevole anche la sezione scultorea che propone una serie di esemplari rappresentanti una Madonna col Bambino risalenti ai secoli XIII e XIV e un busto di Urbano VIII eseguito da Gian Lorenzo Bernini.
Al termine della visita, dalla Sala del Berengario, detta del Passetto, dove sono esposti paramenti liturgici e argenterie dei secoli XVII e XVIII, si accede alla chiesa di Sant'Eufemia (prima metà dell'XI secolo), dalle caratteristiche architettoniche che la rendono unica nel panorama locale, e che custodisce affreschi di scuola umbra del XV secolo e un paliotto del XII secolo sull'altare maggiore.